# Anastrophyllum reichardtii
Anastrophyllum reichardtii là một loài rêu trong họ Anastrophyllaceae. Loài này được Gottsche ex Jur. Stephani mô tả khoa học đầu tiên năm 1893.